# Dinamica dei sistemi

Diagramma dinamico dei livelli e flussi per il modello di adozione di nuovi prodotti (modello estratto dall'articolo di John Sterman 2001)

La dinamica dei sistemi è un approccio alla comprensione del comportamento dei sistemi complessi nel corso del tempo. Ha a che vedere con gli anelli, o circuiti, di retroazione interna e i ritardi che influenzano il comportamento di tutto il sistema. Ciò che rende la dinamica dei sistemi diversa da altri approcci ai sistemi complessi è l'uso di anelli di retroazione e di livelli e flussi (in questo ambito, i termini "livello" e "stock" possono considerarsi intercambiabili). Questi elementi aiutano a descrivere come anche sistemi in apparenza semplici mostrino una non linearità sconcertante.

## Panoramica
La dinamica dei sistemi consiste in una metodologia per la modellazione ed una tecnica di simulazione al computer per inquadrare, comprendere e discutere questioni e problemi complessi. Originariamente sviluppato nel 1950 per aiutare i manager aziendali a migliorare la loro comprensione dei processi industriali, la dinamica dei sistemi è attualmente utilizzata sia nel settore pubblico che in quello privato per l'analisi e la definizione delle policy.
La dinamica dei sistemi è un aspetto della teoria dei sistemi come metodo per la comprensione del comportamento dinamico dei sistemi complessi. La base del metodo è il riconoscimento che la struttura di ogni sistema -le molte relazioni circolari, intrecciate e a volte ritardate esistenti tra le sue componenti- è spesso altrettanto importante nel determinare il suo comportamento quanto i singoli componenti stessi. Esempi sono la teoria del caos e delle dinamiche sociali. Si è anche affermato che, poiché ci sono spesso proprietà del tutto (il sistema) che non possono essere ritrovate tra le proprietà degli elementi, in alcuni casi il comportamento del tutto non può essere spiegato in termini di comportamento delle parti.

## Storia
Il metodo della Dinamica dei Sistemi è stato creato durante la metà degli anni '50 dal professor Jay Forrester del Massachusetts Institute of Technology (MIT). Nel 1956, Forrester ha accettato una cattedra nella neonata MIT School of Management. Il suo obiettivo iniziale fu quello di determinare in che modo il suo background in scienza e ingegneria avrebbe potuto aiutare, in qualche modo, circa le questioni fondamentali che determinano il successo o il fallimento delle aziende. Le intuizioni di Forrester nelle fondamenta comuni che stanno alla base dell'ingegneria e del management, che hanno portato alla creazione della dinamica dei sistemi, sono state attivate, in larga misura, dal suo incontro con i dirigenti della General Electric (GE) nel corso della metà degli anni '50. A quel tempo, i manager di GE erano perplessi perché l'occupazione nei loro impianti nel Kentucky mostravano un significativo ciclo di tre anni. Il ciclo economico fu giudicato essere una spiegazione insufficiente per l'instabilità dell'occupazione. Dalle simulazioni fatte a mano della struttura di retroazione livelli-flussi degli impianti di GE, che comprendeva la struttura aziendale di decisione per le assunzioni e i licenziamenti, Forrester è stato in grado di mostrare come l'instabilità nell'occupazione in GE era dovuta alla struttura interna della società e non ad una forza esterna come il ciclo economico. Queste simulazioni manuali sono state l'inizio della Dinamica dei sistemi come disciplina.
Durante la fine degli anni '50 e l'inizio dei '60, Forrester e un team di studenti laureati hanno spostato il campo emergente della dinamica dei sistemi dallo stadio della simulazione manuale a quello della modellazione formale al computer. Nella primavera del 1958 Richard Bennett ha creato il primo linguaggio di modellazione per computer della dinamica dei sistemi chiamato SIMPLE (Simulation of Industrial Management Problems with Lots of Equations). Nel 1959, Phyllis Fox e Alexander Pugh hanno scritto la prima versione di
DYNAMO (DYNAmic MOdels), una versione migliorata di SIMPLE, e il linguaggio della dinamica dei sistemi è diventato lo standard del settore per oltre trenta anni. Forrester ha pubblicato il primo, e ancora classico, libro nel campo intitolato Industrial Dynamics nel 1961.
Dalla fine degli anni '50 alla fine degli anni '60, la dinamica dei sistemi è stata applicata quasi esclusivamente ai problemi gestionali ed aziendali. Nel 1968, però, un imprevisto ha condotto ad un allargamento del campo applicativo della disciplina portandolo al di là della modellazione aziendale. John Collins, l'ex sindaco di Boston, è stato nominato visiting professor degli Affari Urbani presso il MIT. Il risultato della collaborazione tra Collins e Forrester è stato un libro intitolato Dinamiche Urbane. Il modello Urban Dynamics presentato nel libro è stata la prima grande applicazione non-aziendale della dinamica dei sistemi
La seconda grande applicazione non aziendale della dinamica dei sistemi è arrivata poco dopo la prima. Nel 1970, Jay Forrester è stato invitato dal Club di Roma per un incontro a Berna, in Svizzera. Il Club di Roma è un'organizzazione dedicata a risolvere ciò che i suoi membri descrivono come la "difficile situazione del genere umano", vale a dire la futuribile crisi globale a causa delle richieste di consumo sulla capacità di carico della terra (delle relative fonti di risorse rinnovabili e non rinnovabili e dei relativi dispersori per l'eliminazione delle sostanze inquinanti) da parte della popolazione mondiale in crescita esponenziale. Nel corso della riunione a Berna, è stato chiesto a Forrester se la dinamica dei sistemi poteva essere utilizzata per affrontare la difficile situazione del genere umano. La sua risposta, naturalmente, fu affermativa. Durante il volo di ritorno dalla riunione di Berna, Forrester creò la prima bozza di un modello del sistema socio-economico mondiale secondo la dinamica dei sistemi. Chiamò questo modello WORLD1. Al suo ritorno negli Stati Uniti, Forrester raffinò WORLD1 in preparazione di una visita al MIT da parte dei membri del Club di Roma. Forrester chiamò la versione raffinata del modello World2. Forrester pubblicò World2 in un libro intitolato Dinamiche Mondiali. Dal modello World2 derivò il World3 sulla cui simulazione al computer fu basato il famoso rapporto sui limiti dello sviluppo (traduzione errata di "Rapporto sui limiti della crescita"), commissionato al MIT dal Club di Roma e pubblicato nel 1972. Donella Meadows ne fu l'autrice principale. Il rapporto, in base alle simulazioni eseguite al computer con il modello World3, esponeva una previsione sulle conseguenze della continua crescita della popolazione sull'ecosistema terrestre e sulla stessa sopravvivenza della specie umana.

## Argomenti della Dinamica dei sistemi
Gli elementi dei diagrammi della dinamica dei sistemi sono i feedback, l'accumulo dei flussi in livelli e i ritardi.
Come esempio d'utilizzo della dinamica dei sistemi immaginiamo una organizzazione che prevede di introdurre un nuovo prodotto di consumo innovativo e durevole. L'organizzazione ha bisogno di capire le possibili dinamiche di mercato al fine di definire i piani di marketing e di produzione.

### Diagrammi dei circuiti causali
Un diagramma dei circuiti causali (diagramma causale, o diagramma delle relazioni causa-effetto) è una rappresentazione visiva dei cicli di retroazione in un sistema. Il diagramma causale di introduzione di un nuovo prodotto può apparire come segue:

Diagramma causale per il modello di adozione di nuovi prodotti

In questo diagramma sono presenti due anelli di retroazione. L'anello di rinforzo positivo (contrassegnato con "R") sulla destra indica che maggiore è il numero di persone che hanno già adottato il nuovo prodotto più forte è il passaparola. Ci saranno più riferimenti al prodotto, più manifestazioni, recensioni e altro ancora. Questo feedback positivo dovrebbe generare vendite che continuano a crescere.
Il secondo ciclo di feedback sulla sinistra è di rinforzo negativo (o "bilanciamento", da cui l'etichetta B). Chiaramente la crescita non può continuare per sempre, perché più le persone acquistano il prodotto sempre meno potenziali acquirenti rimangono.
Entrambi i circuiti di retroazione agiscono contemporaneamente, ma possono avere diversi punti di forza in momenti diversi. Così ci si aspetta vendite in crescita nei primi anni e poi un calo delle vendite negli ultimi anni.

Diagramma causale del modello di adozione di un nuovo prodotto con valori calcolati

In questo diagramma causale dinamico:
- Step1: (+) le frecce verdi indicano che Tasso di adozione è funzione di Potenziali acquirenti e Acquirenti
- Fase 2: (-) la freccia rossa indica che Acquirenti potenziali diminuiscono a causa del Tasso di adozione
- Fase 3: (+) la freccia blu mostra che Acquirenti aumenta per via di Tasso di adozione

### Mappe strutturali
Il passo successivo è quello di creare quella che viene definita una mappa strutturale (o diagramma dei flussi e dei livelli). Un livello (stock) è il termine per qualsiasi entità che si accumula o riduce nel tempo. Un flusso è il tasso di cambiamento in un livello.

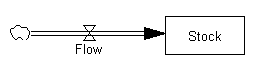
Un flusso modifica il tasso di accumulazione dei livelli (stock)

Nel nostro esempio, ci sono due livelli: Potenziali acquirenti e Acquirenti. Vi è un flusso: Nuovi acquirenti. Per ogni nuovo acquirente, il livello di potenziali acquirenti diminuisce da un lato, mentre il livello di acquirenti aumenta di uno.

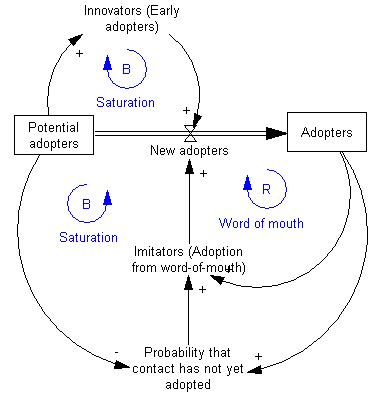
Mappa strutturale del modello di adozione di nuovi prodotti

### Equazioni
La vera forza della dinamica dei sistemi viene espressa attraverso la simulazione. Anche se è possibile effettuare la modellazione in un foglio di calcolo, esiste una varietà di pacchetti software che sono stati ottimizzati per questo.
I passaggi coinvolti in una simulazione sono:
- Definire i confini del problema
- Individuare i livelli (stock) più importanti e i flussi che modificano questi livelli
- Identificare le fonti di informazione che impattano i flussi
- Identificare i principali circuiti di retroazione
- Disegnare un diagramma causale che collega i livelli, i flussi e le fonti di informazione
- Scrivere le equazioni che determinano i flussi
- Stimare i parametri e le condizioni iniziali. È possibile fare questa stima sulla base di metodi statistici, opinioni esperte, dati di ricerche di mercato o altre rilevanti fonti di informazione[3].
- Simulare il modello e analizzare i risultati.

In questo esempio, le equazioni che modificano i due livelli tramite il flusso sono:
```

  

    

      

        
 

        

          

            
Potential adopters

          

        

        
=

        

          
∫

          

            
0

          

          

            
t

          

        

        

          

            
-New adopters 

          

        

        

        
d

        
t

      

    

    
{\displaystyle \ {\mbox{Potential adopters}}=\int _{0}^{t}{\mbox{-New adopters }}\,dt}

  

  

    

      

        
 

        

          

            
Adopters

          

        

        
=

        

          
∫

          

            
0

          

          

            
t

          

        

        

          

            
New adopters 

          

        

        

        
d

        
t

      

    

    
{\displaystyle \ {\mbox{Adopters}}=\int _{0}^{t}{\mbox{New adopters }}\,dt}

  

```

Elenco di tutte le equazioni, nel loro ordine di esecuzione in ogni anno, dall'anno 1 all'anno 15:
```

  

    

      

        
1

        
)

        
 

        

          

            
Probability that contact has not yet adopted

          

        

        
=

        

          

            

              
Potential adopters

            

            

              

                

                  
Potential adopters 

                

              

              
+

              

                

                  
 Adopters

                

              

            

          

        

      

    

    
{\displaystyle 1)\ {\mbox{Probability that contact has not yet adopted}}={\frac {\mbox{Potential adopters}}{{\mbox{Potential adopters }}+{\mbox{ Adopters}}}}}

  

  

    

      

        
2

        
)

        
 

        

          

            
Imitators

          

        

        
=

        
q

        
⋅

        

          

            
Adopters

          

        

        
⋅

        

          

            
Probability that contact has not yet adopted

          

        

      

    

    
{\displaystyle 2)\ {\mbox{Imitators}}=q\cdot {\mbox{Adopters}}\cdot {\mbox{Probability that contact has not yet adopted}}}

  

  

    

      

        
3

        
)

        
 

        

          

            
Innovators

          

        

        
=

        
p

        
⋅

        

          

            
Potential adopters

          

        

      

    

    
{\displaystyle 3)\ {\mbox{Innovators}}=p\cdot {\mbox{Potential adopters}}}

  

  

    

      

        
4

        
)

        
 

        

          

            
New adopters

          

        

        
=

        

          

            
Innovators

          

        

        
+

        

          

            
Imitators

          

        

      

    

    
{\displaystyle 4)\ {\mbox{New adopters}}={\mbox{Innovators}}+{\mbox{Imitators}}}

  

  

    

      

        
4.1

        
)

        
 

        

          

            
Potential adopters

          

        

        
 

        
−

        
=

        

          

            
New adopters 

          

        

        
 

      

    

    
{\displaystyle 4.1)\ {\mbox{Potential adopters}}\ -={\mbox{New adopters }}\ }

  

  

    

      

        
4.2

        
)

        
 

        

          

            
Adopters

          

        

        
 

        
+

        
=

        

          

            
New adopters 

          

        

        
 

      

    

    
{\displaystyle 4.2)\ {\mbox{Adopters}}\ +={\mbox{New adopters }}\ }

  

  

    

      

        
 

        
p

        
=

        
0.03

      

    

    
{\displaystyle \ p=0.03}

  

  

    

      

        
 

        
q

        
=

        
0.4

      

    

    
{\displaystyle \ q=0.4}

  

```

### Risultati della simulazione dinamica
I risultati della simulazione dinamica mostrano che il comportamento del sistema è quello di avere una crescita in Acquirenti che segue una classica "curva a S".

L'aumento di Acquirenti è molto lento all'inizio, quindi cresce esponenzialmente per un periodo, fino a tendere alla saturazione.

Mappa strutturale dinamica del modello di adozione di nuovi prodotti

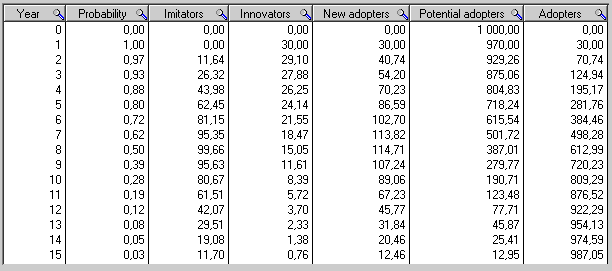
Valori dei livelli e flussi per gli anni = 0-15

## Applicazioni
La dinamica dei sistemi ha trovato applicazione in una vasta gamma di settori, ad esempio negli studi sulla popolazione, sui sistemi ecologici ed economici, che di solito interagiscono fortemente uno con l'altro.
La dinamica dei sistemi ha diverse applicazioni nel management. Essa rappresenta un potente strumento per:
- Insegnare il pensiero sistemico alle persone in formazione
- Analizzare e confrontare ipotesi e modelli mentali sul modo in cui funzionano le cose
- Approfondire la comprensione del funzionamento di un sistema o le conseguenze di una decisione
- Riconoscere gli archetipi dei sistemi disfunzionali nella pratica quotidiana.

Alcuni software per computer possono essere utilizzati per simulare un modello della dinamica dei sistemi della situazione in corso di studio. Eseguire delle simulazioni "what if" per testare alcune politiche su tale modello può essere di grande aiuto nella comprensione di come il sistema cambia nel tempo. La dinamica dei sistemi è molto simile al pensiero sistemico (systems thinking) e costruisce gli stessi diagrammi causali dei sistemi dotati di retroazione. Tuttavia, la Dinamica dei sistemi va oltre e si avvale in genere della simulazione per studiare il comportamento dei sistemi e l'impatto delle politiche alternative.
La Dinamica dei sistemi è stata utilizzata per indagare le dipendenze delle risorse e i problemi che derivano nello sviluppo dei prodotti.

### Esempio

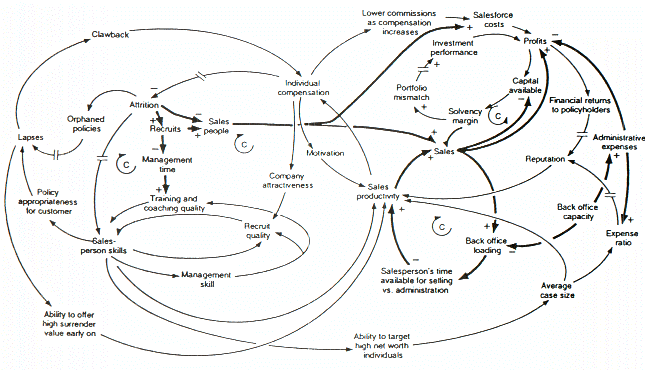
Diagramma causale di un modello che esamina la crescita o il declino di una società di assicurazione sulla vita.

La figura precedente riproduce un diagramma causale di un modello della dinamica dei sistemi creato per esaminare le forze che possono essere responsabili della crescita o del declino delle società di assicurazione sulla vita nel Regno Unito. Un certo numero di caratteristiche di questa figura sono degne di nota. La prima è che i cicli di retroazione negativa del modello sono identificati da una lettera "C", che sta per ciclo di "contrasto". La seconda è che le barre doppie sono utilizzate per indicare i punti in cui c'è un ritardo significativo tra le cause (ad esempio, le variabili alla coda delle frecce) e gli effetti (cioè, le variabili al capo delle frecce). Questa è una convenzione comune nei diagrammi causali della dinamica dei sistemi. In terzo luogo, le linee più spesse vengono utilizzate per identificare i cicli di retroazione e i collegamenti su cui l'autore desidera che il pubblico si concentri. Anche questa è una convenzione comune per i diagrammi della dinamica dei sistemi..